# Paraxenis macrostoma
Paraxenis macrostoma är en fjärilsart som beskrevs av Edward Meyrick 1919. Paraxenis macrostoma ingår i släktet Paraxenis och familjen Plutellidae. Inga underarter finns listade i Catalogue of Life.